# Małaja Szumakowka
Małaja Szumakowka (ros. Малая Шумаковка) – wieś (ros. деревня, trb. dieriewnia) w zachodniej Rosji, w sielsowiecie szumakowskim rejonu kurskiego w obwodzie kurskim.

## Geografia
Miejscowość położona jest nad rzeką Młodać (lewy dopływ Sejmu), 3,5 km od centrum administracyjnego sielsowietu (Bolszoje Szumakowo), 13 km na południowy wschód od centrum administracyjnego rejonu (Kursk), 4,5 km od drogi federalnej R-298 (Kursk – Woroneż – R22 «Kaspij»; część europejskiej trasy E38).
We wsi znajduje się 88 posesji.
Klimat
Miejscowość, jak i cały rejon, znajduje się w strefie klimatu kontynentalnego z łagodnym ciepłym latem i równomiernie rozłożonymi opadami rocznymi (Dfb w klasyfikacji klimatów Köppena).

## Demografia
W 2010 r. wieś zamieszkiwało 181 osób.